# Lusail Plaza Towers
Lusail Plaza Towers o Lusail Plaza Complex es un conjunto de cuatro rascacielos de oficinas situados en la Al Sa'ad Plaza, en el Lusail Boulevard de Lusail (Catar). Dos de estas torres tienen 301 metros de altura y 66 plantas, mientras que las otras dos tienen 216 metros de altura y 46 plantas. Sus obras empezaron en 2020 y se completaron en octubre de 2023 (incluida la construcción de la estructura, el revestimiento y los acabados interiores del vestíbulo). El complejo tiene una superficie total de 1.1 millones de metros cuadrados y alberga la sede del Qatar National Bank, del Banco Central de Catar y de la Qatar Investment Authority, junto con varias otras organizaciones globales como el fondo de inversión inmobiliario Qatari Diar. Las Lusail Plaza Towers fueron diseñadas por el estudio de arquitectura Foster and Partners.